# Bahrtuch

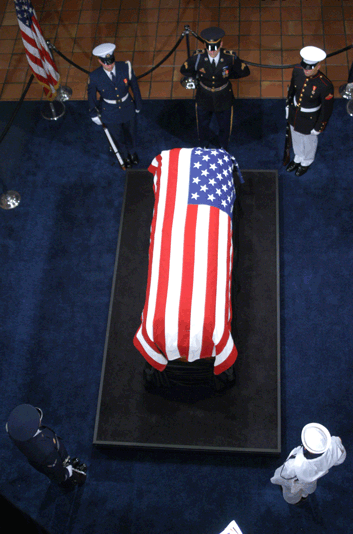
Flagge der Vereinigten Staaten als Bahrtuch

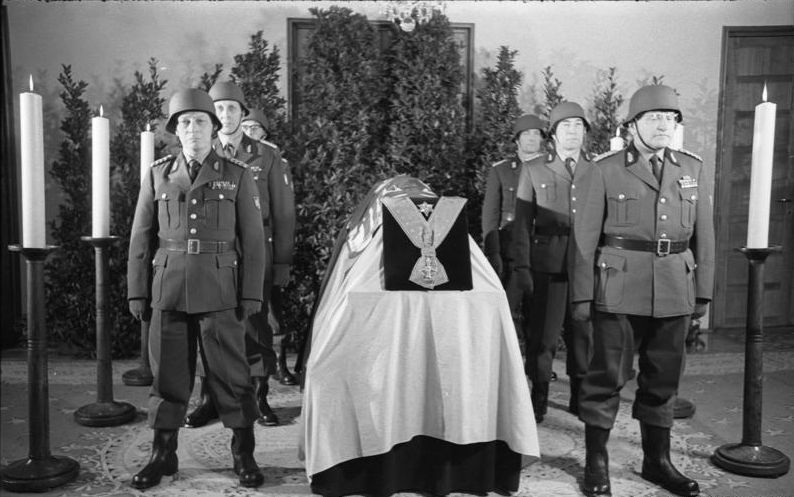
Die Dienstflagge der Bundesbehörden als Bahrtuch auf dem Sarg des ersten Bundeskanzlers Konrad Adenauer, hier mit militärischer Totenwache.

Ein Bahrtuch (auch Baartuch, Bo(h)ltuch, Sargdecke, Sargtuch) ist das Tuch, das bei der Aufbahrung und beim Trauerzug/Kondukt über die Totenbahre gebreitet wird. 
Das Tuch wurde in der Regel von der Kirchengemeinde unterhalten und konnte von dieser gegen eine Gebühr entliehen werden oder es wurde von einer berufsständischen Organisation (z. B. der Zunft) des Verstorbenen bereitgestellt. Es war gewöhnlich aus schwarzem Samt oder einem anderen schwarzen Stoff und oft mit einem Kreuz und weiteren religiösen und/oder berufsständischen Symbolen bestickt. Für Trauergäste war es eine besondere Ehre, zu denen zu gehören, die das Bahrtuch halten (daher engl. pallbearer) durften. So wurde über Ludwig van Beethovens Trauerzug berichtet: „acht Kapellmeister hielten das Bahrtuch.“
Bei Beerdigungen von Adeligen diente oft ein Banner als Bahrtuch; beim Begräbnis mit militärischen Ehren sowie beim Staatsbegräbnis ist es bis heute eine Flagge.
In Deutschland ist es Staatspraxis bei offiziellen Trauerfeiern des Bundes, dass der Sarg mit der Bundesdienstflagge, häufig im Format 220 cm mal 330 cm, komplett bedeckt wird, wobei der schwarze Querstreifen der Trikolore auf der Höhe des Kopfes des Verstorbenen zu liegen hat.
In Österreich existieren heute noch offizielle Bahrtücher, die etwa bei Staatsbegräbnissen eingesetzt werden. Das Bahrtuch der Republik Österreich, zuletzt eingesetzt beim Begräbnis für den verstorbenen ehemaligen Bürgermeister der Stadt Wien Helmut Zilk, unterscheidet sich dabei von einer normalen Dienstflagge des Bundes dadurch, dass es von einem aufgestickten, vertikal statt horizontal angebrachten Bundesadler geziert wird, der sich auch in der Ausgestaltung von jener der gewöhnlichen Dienstflagge unterscheidet. Ähnliches gilt für das Bahrtuch der Stadt Wien.
In Osttimor verwendet man Tais als Bahrtücher, die traditionellen Webtücher des Landes. Bei Staatsbegräbnissen wird zusätzlich darüber die Flagge Osttimors gelegt.